# Kosmos 1024
O Kosmos 1348 (em russo: Космос 1348, significado Cosmos 1348) foi um satélite militar soviético de sistema de alerta anti-mísseis intercontinentais. Foi desenvolvido como parte do programa Oko de satélites artificiais. O satélite foi projetado para identificar lançamentos de mísseis usando telescópios ópticos e sensores infravermelhos.
O Kosmos 1348 foi lançado em 28 de junho de 1978  às 02:59 UTC do Cosmódromo de Plesetsk, União Soviética (atualmente na Rússia), através de um foguete Molniya-M. 